# 河庄木行旧址
31°29′06″N 120°16′31″E / 31.48498°N 120.27514°E
河庄木行旧址，位于中华人民共和国江苏省无锡市滨湖区太湖街道吴都路融创星光广场，是无锡市文物保护单位。

## 特点
河庄木行是由无锡杨氏杨晴桥创办，在当地著名。光绪二十八年，木行交由杨渭庵接管，但经营不善。民国十三年（1924年），杨渭卿接管，改变经营模式和货源，锡南各地新建房屋几乎均有河庄木行的供货。1937年日军入侵无锡，木行停业。1955年，无锡杨氏决定响应公私合营号召，将其木行交予政府。2006年，河庄木行旧址曾拍卖给开发商，后经协调，将其划入保护规划。2007年，木行后人向地方政府完成了河庄木行产权及旧址移交工作。2016年，无锡市人民政府认定其为无锡市文物保护单位。